# سیارک ۳۴۳۴
سیارک ۳۴۳۴ (به انگلیسی: 3434 Hurless، نامگذاری:1981VO) سه هزار و چهارصد و سی و چهارمین سیارک کشف شده‌است که در ۲ نوامبر ۱۹۸۱ کشف شد.
قدر مطلق سیارک برابر ۱۳٫۰۰ است.